# The Golden Bed
The Golden Bed is een Amerikaanse dramafilm uit 1925 onder regie van Cecil B. DeMille. Destijds werd de film in Nederland uitgebracht onder de titel Het gouden bed.

## Verhaal
Flora Peake trouwt met een rijke Europeaan om de familieplantage te redden. Haar man en een rivaal storten te pletter in een gletsjer. Vervolgens trouwt Flora met Admah Holtz, de minaar van haar zus Margaret. Ze haalt hem het vel over de oren. Terwijl hij in de gevangenis zit, gaat ze terug naar haar vervallen plantage om te sterven.

## Rolverdeling
| Acteur            | Personage            |
| ----------------- | -------------------- |
| Lillian Rich      | Flora Lee Peake      |
| Henry B. Walthall | Kolonel Peake        |
| Vera Reynolds     | Margaret Peake       |
| Theodore Kosloff  | Markies de San Pilar |
| Rod La Rocque     | Admah Holtz          |
| Warner Baxter     | Bunny O'Neill        |
| Robert Cain       | Savarac              |
| Robert Edeson     | Amos Thompson        |
| Julia Faye        | Neil Thompson        |